# 西暦1999 ファラオの復活
『西暦1999 ファラオの復活』は、ロボトミーソフトウェアが開発し、1996年に北米ではPlaymates Interactive Entertainment、日本および欧州ではBMG Interactiveから発売されたセガサターン用ファーストパーソン・シューティングゲームである。また、一部でジャンプアクションや謎解きなどが存在するためアクションアドベンチャーゲームの要素も含んでいる。北米では『PowerSlave』、欧州では『Exhumed』というタイトルで発売されている。
古代エジプトの遺跡を舞台に特殊部隊の兵士である主人公を操作し、ラムセス王の手助けを受けながらエイリアンの子孫であるキルマートを倒し、人類を救出するのを目的としている。
同年に北米および欧州にて一部キャラクターや世界観のみ踏襲し、ゲームシステムを異にした移植版がPC/AT互換機用ソフトとして発売された他、1997年には日本、北米、欧州にてセガサターン版を若干アレンジした移植版がPlayStation用ソフトとして発売された。
2022年にはNightdive Studiosよりセガサターン、PS版両方をベースに再構成して制作されたリマスター作『PowerSlave Exhumed』がPC、PlayStation 4、Xbox One、Nintendo Switchで発売された（現在のところ日本語未対応、DLのみの販売）。

## 概要
日本ではBMG Interactiveから1996年11月29日にセガサターン版と1997年7月10日にPlayStation版が発売された。1996年12月31日にPlaymates Interactive Entertainmentによりリリースされた日本未発売のPC/AT互換機版もある。開発スタッフは本作制作前に任天堂に4年間在籍していた事があり、そこで得たノウハウを駆使して本作を完成させた。また、開発者は「同じジャンルの『DOOM』と比べると飽きさせないようプレイヤーに選択枠をたくさん設けました」と述べている。
北米ではPlayStationおよびPC用ソフトとして続編となる『PowerSlave 2』が開発されていた。本作はFPSであるが、続編はサードパーソン・シューティングゲーム（三人称シューティングゲーム）タイプのアクションゲームとして開発される予定であった。キャラクターや世界観などの設定資料なども公開されていたが、1998年にロボトミーソフトウェアがCrave Entertainmentに買収されたために続編の開発は中止となった。
ちなみに、イングランド出身のヘヴィ・メタルバンドであるアイアン・メイデンの作品で古代エジプトをテーマにした『パワースレイヴ』（1984年）と言うアルバム及び表題曲があり、北米版のタイトルと同じ名前であるが本作との関係性は無い。

## ゲーム内容
ファーストパーソン・シューティングゲームであるが、アドベンチャー要素があり、扉を開けるために、鍵となるシンボルを手に入れないと開かない扉もある。
ステージ構造はエジプトの遺跡をイメージした建造物がメインとなっており、敵を倒しながら様々な仕掛けを解き、次のステージへと進むゴール地点を目指す内容となっている。ゴール地点の目印はエジプトラクダとなっている。
ステージ内の様々な仕掛けには、スイッチを押さないと開かない扉、空中を移動する足場、手りゅう弾によって崩れる壁などがある。また、扉の中には特定のシンボルを所持していると開く扉があり、それぞれパワーシンボル、タイムシンボル、ウェポンシンボル、アースシンボルの4種類が存在する。
ステージの環境として、触れるとダメージを受ける溶岩や毒池、また呼吸ができないため制限時間がある水中面などがある。これらの要素は後に出現するアイテムを取得する事で回避する事ができるようになっている。
武器は、剣（マシェット）、ガン（短銃）、マシンガン (M-60)、手榴弾、火炎放射器、と言った現代武器から、コブラステッキ、ラーのリング、マナクルなど魔法武器もある。ステージ上に隠された6つある秘宝を入手することで様々な能力を身に付ける事ができ、また秘宝を入手しないと行けない場所もある。
6つの秘宝の名称と効果は以下の通りとなっている。
- イクンプテットの靴 - ジャンプ力アップ
- ソベックのマスク - 水中での潜水時間アップ
- アイシスのショール - 空中からの落下スピードがゆっくりになる
- アンクレットの祈り - 溶岩地帯はダメージ減少、毒池はノーダメージになる
- キルマートセプター - バリアで覆われた場所に入れるようになる
- ホラスの羽 - ジャンプした高さから落下せず、空中を歩けるようになる。

ゲーム中には中ボス敵が2体、最後のボス敵が1体存在し、最後のボス敵を倒す事でゲーム終了となる。
また、各ステージ内には「通信機器」が隠されており、全ての通信機器を回収した上でゲームクリアすると正規エンド、回収できずにゲームクリアするとバッドエンドとなる。
またステージ上に隠されたロボトミードールと言う開発陣のスタッフの人形を全23体集めると、特典としてロボトミーソフトウェアが開発した対戦型シューティングゲームデスタンクをプレイできるお楽しみ要素もある。ただしCPU戦は無いため、プレイヤー一人だけでは遊べない。

## 設定

### ストーリー
遥か昔、エイリアンが地球侵略として、エジプトに到着。人類を制圧し、人類を奴隷とし、帝国を築き上げた。奴隷と化した人類はエイリアンに対して反乱を起こし、強い霊力を持つラムセスが単身でエイリアンの本拠地であるエジプトに乗り込み、激しい戦いの末にエイリアンを倒し地球に平和が訪れる。しかし1999年にエイリアンの子孫であるキルマートが地球に襲来。人類は地球中から軍隊を結集し、エイリアンと戦うが、敗北し、キルマートは帝国を築き上げた。特殊部隊の兵士である主人公はエイリアンを倒す為、拠点があるエジプトのカルナック付近に派遣される。しかし、主人公が乗っていたヘリが撃落され、通信機（トランスミッター）を失い、主人公はカルナックからキルマートの手下となったミイラやアヌビスの兵士、バステットの兵士、サソリなどを倒し、ラムセス王に導かれながらキルマートを倒すためステージを進む。

### ステージ構成
ラムセスの墓
- スタート地点。ガンがある[5]。

カルナック
- 次のステージへの通過点。

カルナックの神殿
- マシンガン、イクンプテットの靴がある[6]。

ソベックの道
- ソベック聖堂への通過点。

ソベック聖堂
- ソベックのマスクがある[7]。

アムン鉱山
- 地下深くに存在する鉱山。

セットの門
- セットアリーナへの通過点。

セットアリーナ
- 中ボスのセットがいる。アイシスのショールがある[8]。

死の洞窟
- 火炎放射器がある[9]。

ナイルの峡谷
- 黄金の塔への通過点。

黄金の塔
- アンクレットの祈りがある[10]。

ヘカーテ
- 毒池に満ちたステージ。コブラステッキがある[11]。

ウォーターパレス
- 建物の半分以上が水面下にあるステージ。

スレイブキャンプ
セルキスの道
- セルキスの罠への通過点。

セルキスの罠
- 中ボスのセルキスがいる。キルマートセプターがある[12]。

マグマフィールド
- マグマで覆いつくされたステージ。ラーのリングがある[13]。

ホラスの山
- ホラスの羽がある。

カオスの断崖
- 足場が少なく空中を移動するステージ。マナクルがある[14]。

キルマートコロニー
- キルマートへの通過点。

キルマート
- 最終ボスであるキルマートがいる。PS版ではステージ名が「キルマートへの道」となっている[15]。6つの秘宝を入手していないと先に進めない箇所がある[16]。また、最終ボスとの戦闘前に秘宝は全て手放さなくてはならないため、特殊能力は使用できなくなる[16]。

## 敵キャラクター
スコーピオン216、ジャイアントスパイダー
スコーピオン216は青いロボットのようなサソリでPS版のみに登場。ジャイアントスパイダーは赤いクモ型エイリアンでSS、PC版に登場する。どちらもピョンピョン跳ねながら接近し足元から攻撃してくる。『PowerSlave Exhumed』では両方とも登場する。
アヌビス
犬頭の半人半獣のエイリアン。青いエネルギー弾を放ってくる。
バステット
猫頭の半人半獣のエイリアン。普段は石像に化けており、地中に潜ってワープする能力を持つ。プレイヤーが接近すると実体に戻り正体を見せ引っ掻いてくる。
ミイラ男
エイリアンによってミイラの姿に改造された人間。装備したコブラステッキから追尾弾を放つ。
ローチ・ワスプ
昆虫型エイリアン。常に浮遊しており、空中から襲ってくる。
デビル・ホーク
鳥型エイリアン。鳴き声を発しながら飛び回り脚の爪で引っ掻いてくる。
トーテムピラニア
ピラニア型エイリアン。水中のみに出現し噛みつきで攻撃する強敵。
ソブク
溶岩地帯に生息するドラゴンのような敵で、火炎弾を放つ。通常は溶岩の中に潜んでいる。
プタハ
キルマートの眷属である昆虫のような姿をした人型エイリアン。終盤のキルマートコロニーのみに登場する。攻撃力の高いレーザー銃で攻撃してくる。
セット
四つ目の巨大な人型エイリアン。セットアリーナに出現する中ボス。プレイヤーの動きを止めるエネルギー弾や振動攻撃を仕掛けてくる。
セルキス
サソリ型の巨大な女性エイリアン。頭と胴体は人間に近いが、両腕のハサミと下半身は機械化されているサイボーグ。尻尾の先端に取り付けられた銃から追尾弾を放ってくる。
キルマート
ラスボスであり、地球の支配者である最強のエイリアンである。サソリのような下半身を持つ巨大な昆虫型エイリアンであり、赤いエネルギー弾や球状の怪生物を放ち攻撃してくる。

## 他機種版
| No. | タイトル                                   | 発売日                                | 対応機種                                       | 開発元                 | 発売元                                              | メディア               | 型式                  | 売上本数 | 備考                                   | 出典   |
| --- | ------------------------------------------ | ------------------------------------- | ---------------------------------------------- | ---------------------- | --------------------------------------------------- | ---------------------- | --------------------- | -------- | -------------------------------------- | ------ |
| 1   | PowerSlave Exhumed                         | 1996年12月31日 1997年                 | PC/AT互換機                                    | ロボトミーソフトウェア | Playmates Interactive Entertainment BMG Interactive | CD-ROM                 | -                     | -        |                                        |        |
| 2   | PowerSlave Exhumed 西暦1999 ファラオの復活 | 1997年2月28日 1997年4月 1997年7月10日 | PlayStation                                    | ロボトミーソフトウェア | Playmates Interactive Entertainment BMG Interactive | CD-ROM                 | SLUS-00102 SLPS-00599 | -        |                                        |        |
| 3   | Powerslave                                 | INT 2020年11月19日                    | Linux Windows Macintosh                        | ロボトミーソフトウェア | Throwback Entertainment                             | ダウンロード (GOG.com) | -                     | -        | DOS版の移植                            |        |
| 4   | Powerslave                                 | INT 2021年7月27日                     | Linux Windows Macintosh                        | ロボトミーソフトウェア | Throwback Entertainment                             | ダウンロード (Steam)   | -                     | -        | DOS版の移植、リマスター版              | [ 21 ] |
| 5   | PowerSlave Exhumed                         | INT 2022年2月10日                     | Windows PlayStation 4 Xbox One Nintendo Switch | Nightdive Studios      | Nightdive Studios                                   | ダウンロード           | -                     | -        | SS版およびPS版をミックスしたリメイク版 | [ 22 ] |

PC/AT互換機版
セガサターン版、プレイステーション版とは完全に異なったゲームシステムになっており、3D Realmがデューク ニューケム3Dをリリースする前の1995年にBuild engineを使用した『Ruins: Return of the Gods』と言うタイトルでリリースされる予定であった。しかし11月8日に中止となり、代わりにPlaymates Interactive Entertainmentが、3D Realmの許可を得てBuild engineを使用して、『PowerSlave』とタイトルを変えてPC版をリリースした。当初、ロボトミーソフトウェアはPC版を内容そのままでコンシューマーであるSSおよびPSに移植する予定であったが、ハードウェアの性能がDOSに劣ることから不可能であったため、PC版とは異なる独自の新しいエンジンを使用した、オリジナルのゲームとして開発した。ロボトミーソフトウェアは後に本作のエンジンを元にSS版のQuakeとDuke Nukem mobile 3Dを開発している。
PlayStation版
ステージ構造や一部敵キャラクターがセガサターン版から変更されており、また消失や武器強化アイテムが削除、マップの出現位置が固定ではなくランダムになった事などから、難易度はセガサターン版より高くなっている。ただし、セガサターン版では微動の際に滑るように移動するため足場から落下しやすくなっていたが、プレイステーション版では微動の際にも滑らなくなり、落下の危険性は減少している。
ある条件を満たすとドルフィンモードとハゲワシモードが使えるようになる。ドルフィンモードでは水中で速く泳げるようになり、水中から高く跳び上がる事ができるようになる。ハゲワシモードでは高く飛べるようになる。
他に、ロボトミードール全23体を集めた後のミニゲームがデスタンクからジェイデンに変更されている。

## スタッフ
- エグゼクティブ・プロデューサー: ブライアン・マックニーリー、ポール・ラング
- ゲームデザイン、アートディレクション: ブライアン・マックニーリー
- ゲーム・プログラミング: エズラ・ドライスバッハ
- ブリュー・ワールド・エディティング・ツール: デヴィッド・ローソン
- 音楽、効果音: スコット・ブランストン
- デザイン・チーム: ブライアン・マックニーリー、ドミニク・マイスナー、エズラ・ドライスバッハ、ポール・クヌッツェン、ポール・ラング、マーク・コーツ、ジェイソン・ウィギン
- テクスチャ、アンビエント・オブジェクト・アート: トロイ・ジェーコブソン、ジョー・クレソジャ
- クリーチャー、ウエポンリー・アート: ジョン・ヴァン・ドウセン
- 3Dモデリング: ケヴィン・チャン、ウィリアム・ヴァリエール
- シネマ・シーン、マップ・アート: リチャード・ニコルス、ジョン・ヴァン・ドウセン
- アート・チーム: ブライアン・マックニーリー、トロイ・ジェーコブソン、ジョン・ヴァン・ドウセン、ケヴィン・チャン、ポール・クヌッツェン、リチャード・ニコルス、エリック・クロクスタッド、ウィリアム・ヴァリエール、ジョー・クレソジャ、ジェイソン・ウィギン
- ステージ・デザイン: ブライアン・マックニーリー、ドミニク・マイスナー、ポール・クヌッツェン
- オブジェクト、アンビエント・ライト・エディティング・ツール: ジェフ・ブラジアー
- ピープショー・アニメーション・ツール: ポール・シュライバー
- アディショナル・テクニカル・サポート: カート・フェイファー、ポール・ハウゲルド、ジョン・シュワッブ、パット・シュライバー
- 取扱説明書: トム・クリステンセン

PLAYMATES INTERACTIVE ENTERTAINMENT
- エグゼクティブ・プロデューサー: デヴィッド・ルーマン
- プロデューサー: クリス・アーチャー
- アソシエイト・プロデューサー: カルロス・ロドリゲス
- QAマネージャー: リッチ・フレイ

## 評価
| 項目 | キャラクタ | 音楽 | お買い得度 | 操作性 | 熱中度 | オリジナリティ | 総合 |
| 得点 | 3.0        | 2.8  | 3.0        | 3.5    | 3.8    | 3.3            | 19.3 |

日本国内における本作の評価として、セガサターン版はゲーム誌『ファミ通』の「クロスレビュー」において合計24点（満40点）、、『SATURN FAN』の読者投票による「ゲーム通信簿」での評価は別記の通りで19.3点（満30点）と標準的な評価となった。PlayStation版は『ファミ通』の「クロスレビュー」において7・6・6・6の合計25点（満40点）となり、こちらも標準的な評価となった。